# Eljas
Eljas (As Ellas en la fala de Xàlima) és un municipi de la vall de Xàlima a la província de Càceres, a la comunitat autònoma d'Extremadura (Espanya). Limita al nord amb Navasfrías; a l'est amb El Payo (província de Salamanca), al sud amb San Martín de Trevejo; i, a l'oest amb Valverde del Fresno.

## Galeria d'imatges

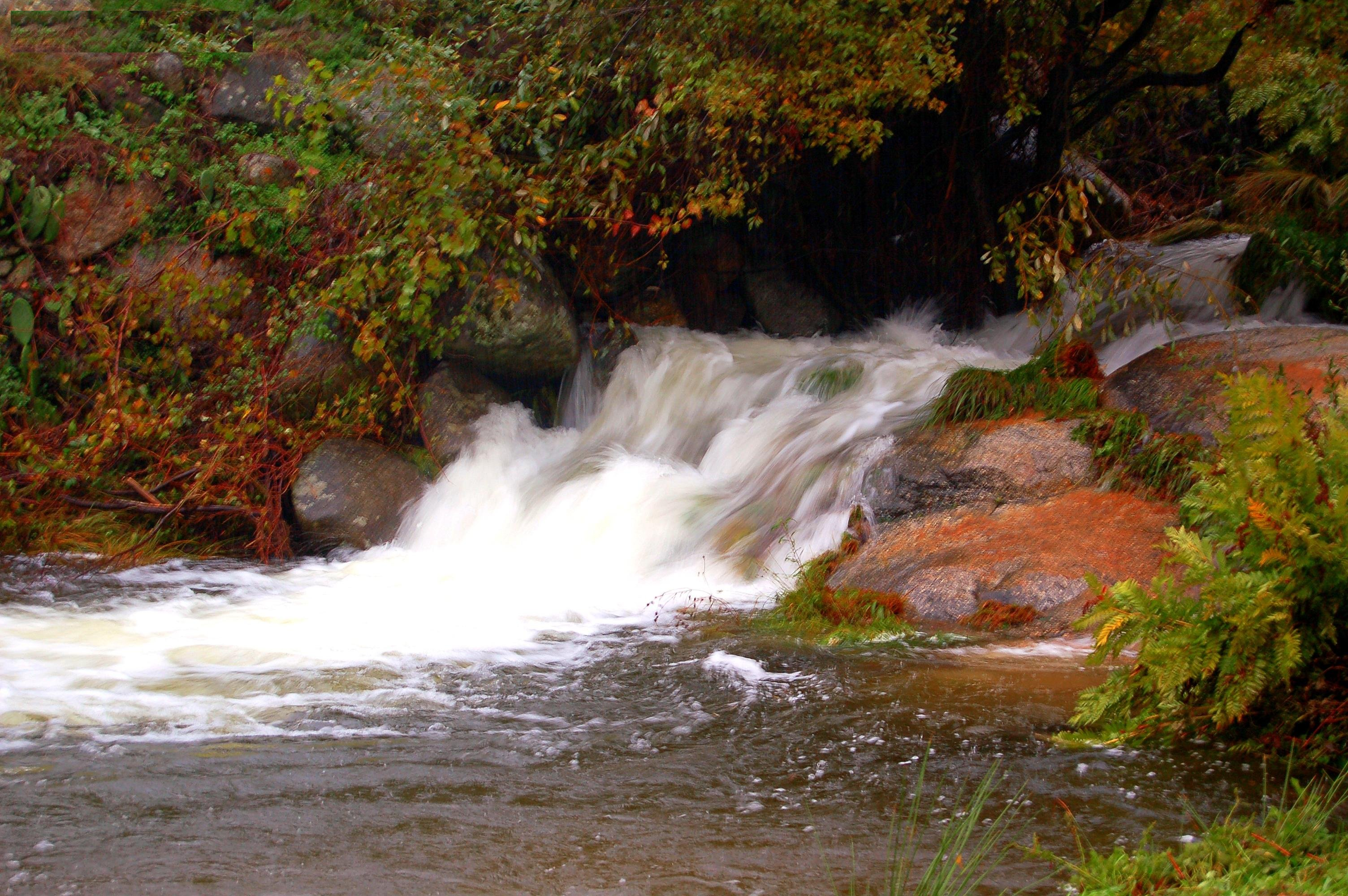
Riu
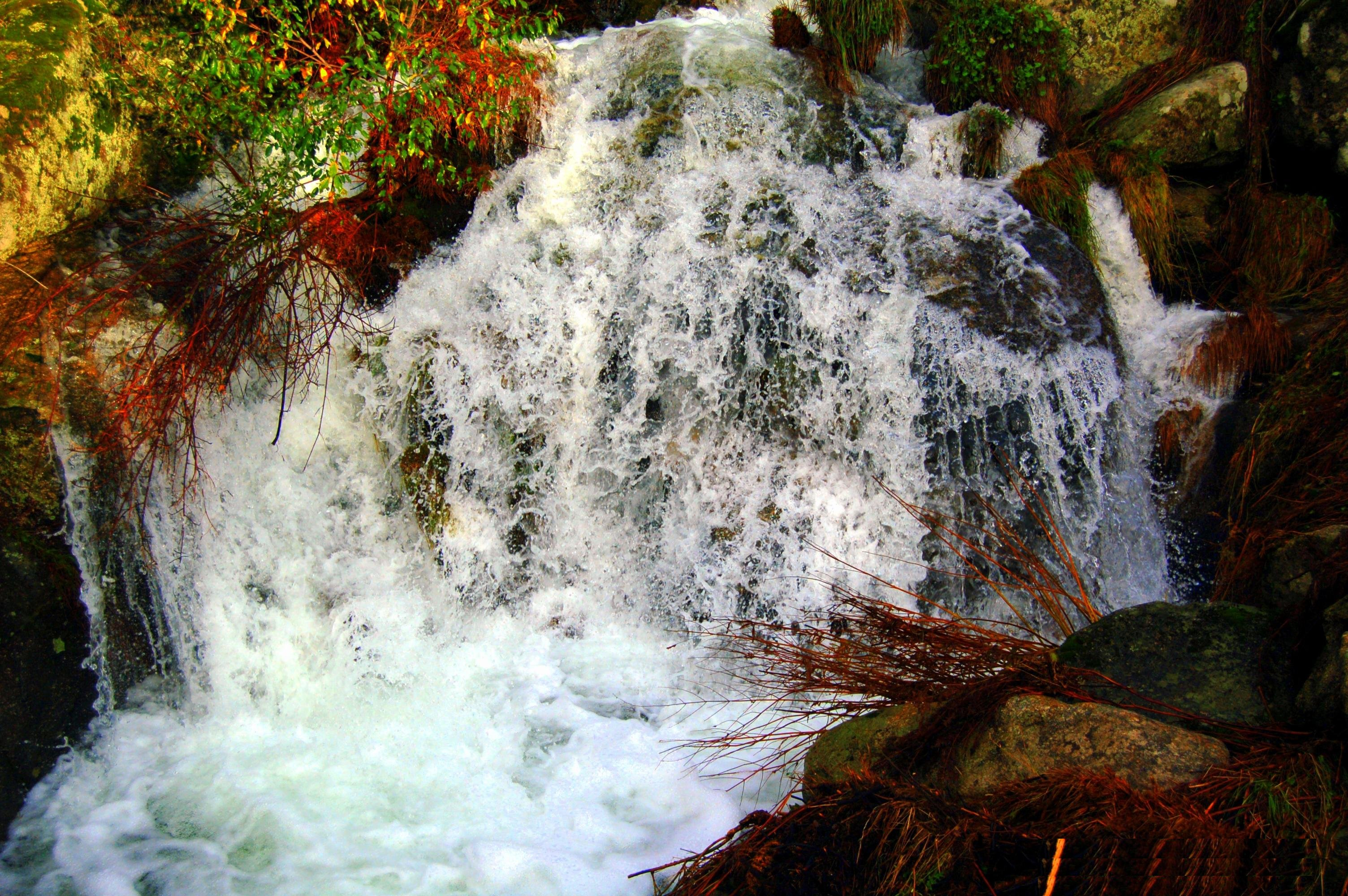
Riu
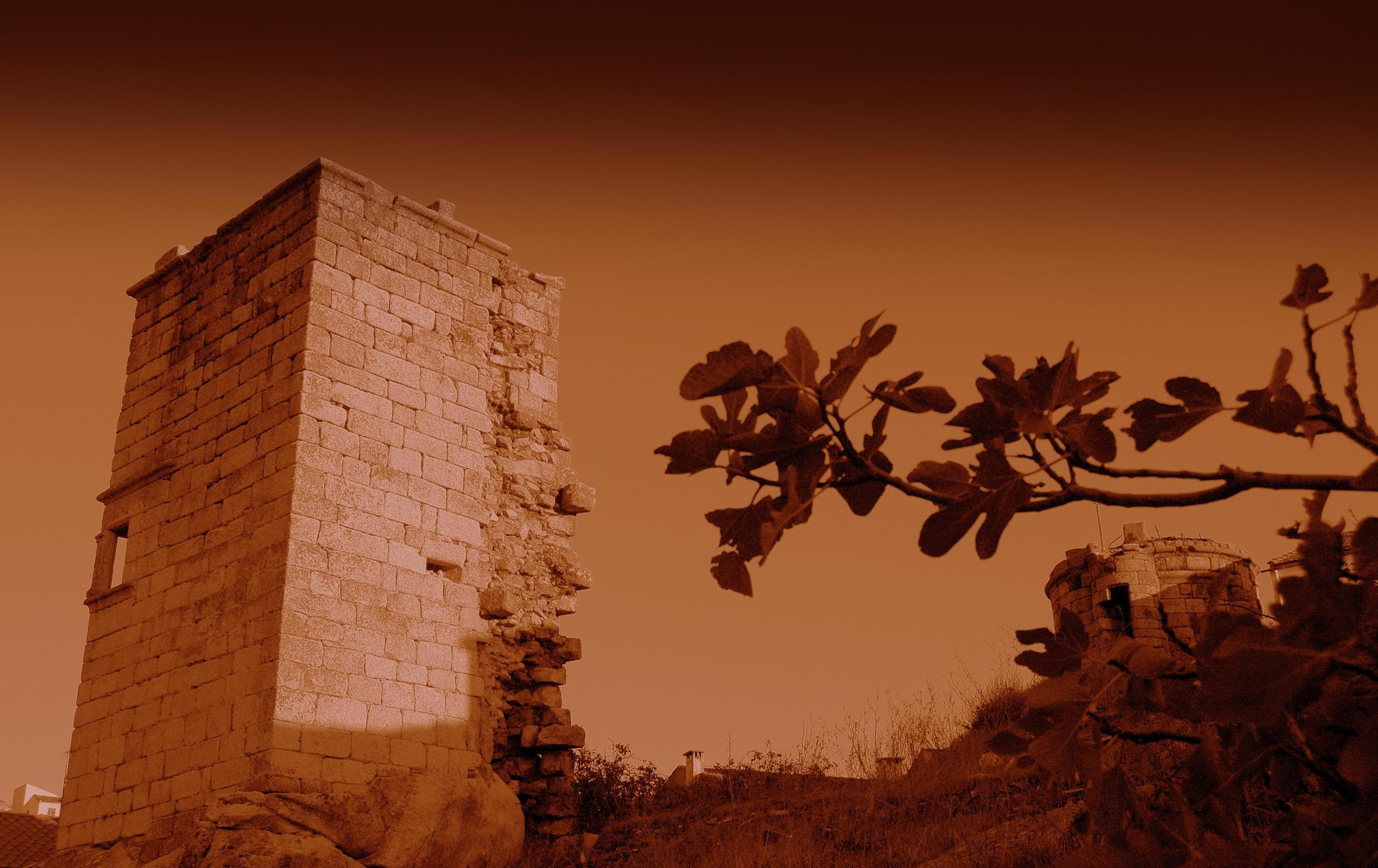
Castell
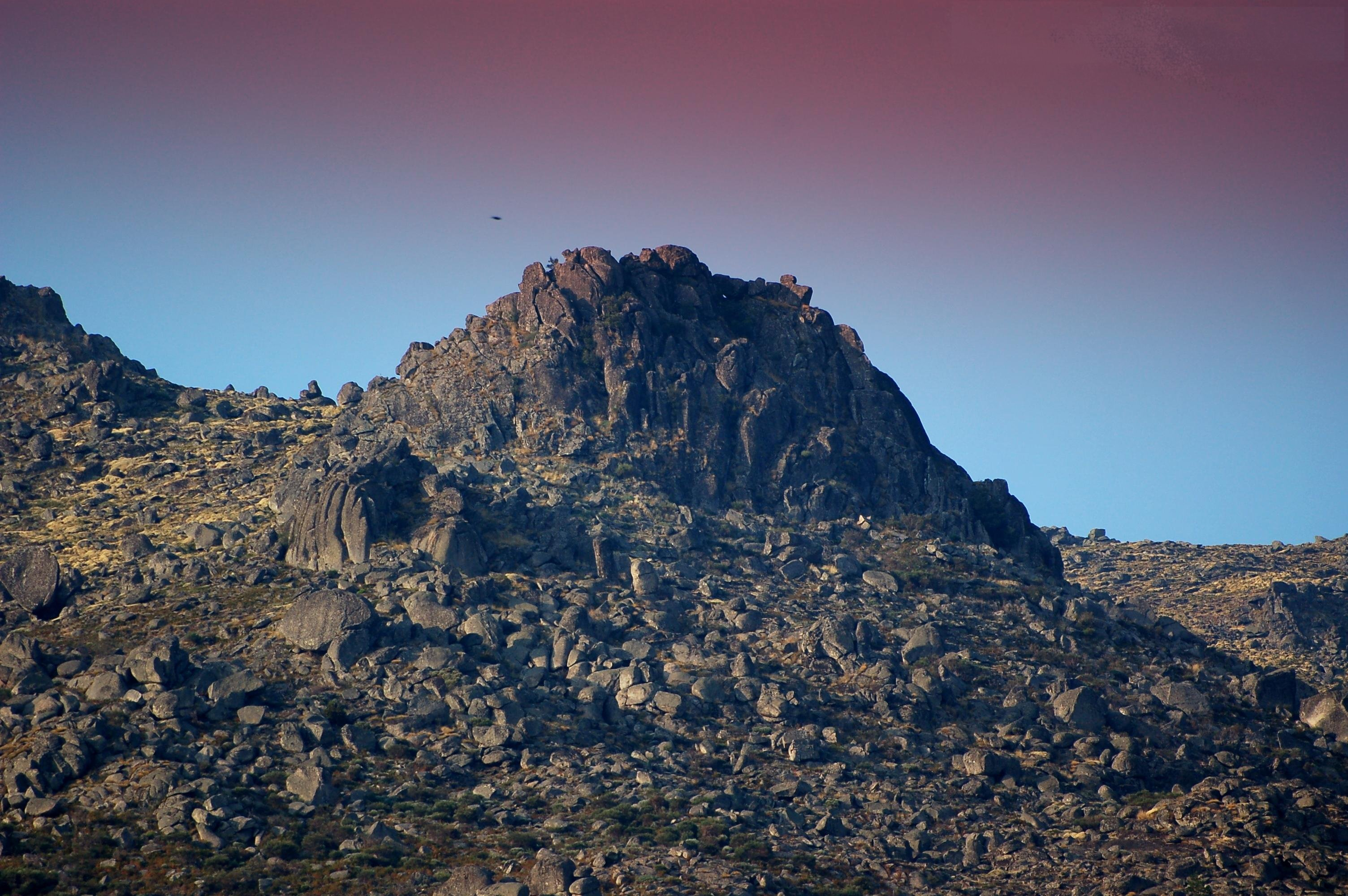
Penafrol